# Працковице на Лаби
Працковице на Лаби (чеш. Prackovice nad Labem) је насељено мјесто са административним статусом сеоске општине (чеш. obec) у округу Литомјержице, у Устечком крају, Чешка Република.

## Становништво
Према подацима о броју становника из 2014. године насеље је имало 612 становника.